# Ростовцев, Михаил Антонович
Михаил Антонович Ростовцев (при рождении — Эршлер Мендель Лейбович) (22 октября 1872 [на памятнике — 23 ноября 1872 года] — 19 апреля 1948, Москва) — артист оперы (бас), оперетты, драмы, эстрады и кино. Заслуженный артист Республики (1927), Заслуженный деятель искусств РСФСР (1936).

## Биография
Михаил родился в еврейской многодетной семье часовщика, был 18-м по счёту ребёнком. С 1881 года жил в Ростове-на-Дону, в 1882—1888 годах учился в Ростовском реальном училище (в то время директором училища был известный учёный Николай Сарандинаки. Пел в синагогальном хоре Любецкого (Ростов-на-Дону) с девяти лет, с 1884 года танцевал в оперных спектаклях.
С 1888 года является артистом различных эстрадных ансамблей. Затем принимает псевдоним Проценко, и в 1890—1894 годах выступает в украинских труппах Г. Деркача и М. Кропивницкого. Позднее выступал в Харькове, Москве (с 1897), Санкт-Петербурге (с 1900). Организует свою труппу, с которой гастролирует по Российской империи.
В 1901 году, уже под псевдонимом Ростовцев, дебютирует в оперетте и до 1919 года выступает в крупных опереточных антрепризах Владивостока, Москвы, Санкт-Петербурга. Также работает как куплетист в кафешантанах.
В 1922 году, по воспоминаниям И. В. Бодунова, его квартира была ограблена Л. И. Пантёлкиным.
С 1923 года служит в Малом Петроградском государственном академическом театре (МАЛЕГОТ) и ГАТОБе. Ростовцев — мастер музыкальной буффонады. Обладал хорошим голосом, был пластичен и наделён даром импровизации и комедийным талантом.
В годы Великой Отечественной войны выступает в госпиталях и воинских частях.
Снимался в ряде фильмов. Среди наиболее известных работ — главная роль в фильме «Девушка спешит на свидание», «Люблю ли тебя?», «Золушка» («Добрый Жук»), «Поручик Киже» (комендант крепости). В 1937 году после съёмок в фильме «Девушка спешит на свидание» получил первый инфаркт и старался свести на нет кинематографическую деятельность. А после фильма «Золушка» случился второй инфаркт. Вскоре, в 1948 году, М. А. Ростовцев умер в Москве. Похоронен на Литераторских мостках Волковского кладбища в Ленинграде.